# Kendice
Kendice (węg. Kende) – wieś (obec) na Słowacji położona w kraju preszowskim, w powiecie Preszów.

## Historia
Pierwsza wzmianka dotycząca wioski została odnotowana w 1249.